# Canadian Oil Sands
Canadian Oil Sands Limited (TSX : COS.UN) est une entreprise canadienne qui fait partie de l'indice S&P/TSX 60.
Cette compagnie canadienne est majoritaire dans le  consortium  de Syncrude Canada spécialisée dans l'exploitation des gisements des Sable bitumineux (ou sables pétrolifères ou encore bitumeux). En effet, elle détient 36,74 % des parts de Syncrude. 

## Histoire
En octobre 2015, Suncor fait une offre d'acquisition hostile sur Canadian Oil Sands de 4,3 milliards de dollars.

## Logos
L'identité visuelle de la société a évolué depuis 2010.

Logo avant 2010.
Logo actuel.